# G.R.L. (EP)
G.R.L. è l'omonimo titolo dell'Ep di debutto del gruppo musicale statunitense G.R.L., pubblicato il 29 luglio 2014 dall'etichetta discografica Kemosabe, RCA. È il primo e ultimo disco realizzato dalla formazione originale del gruppo che era composta da: Emmalyn Estrada, Paula Van Oppen, Lauren Bennet, Natasha Slayton e Simone Battle, la quale è stata trovata morta nella sua casa a West Hollywood il 5 settembre 2014.
Per la realizzazione dell'Ep la band ha lavorato insieme a Cirkut, Darkchild, Max Martin, Dr. Luke e Lukas Hilbert.

## Promozione
La promozione dell'ep e delle singole canzone è stata effettuata con la partecipazione del gruppo a vari eventi come all'ITunes Festival a SXSW, dove le G.R.L. si sono esibite come band di apertura per Pitbull e Zedd. Successivamente hanno partecipato ad eventi come il KIIS-FM Wango Tango e il 103.3 AMP Radio Birthday Bash'.

## Singoli
Il primo singolo, nonché singolo di debutto, estratto dall'album è stato Ugly Heart, il quale è andato rapidamente in molte classifiche come la ARIA Charts, fino a raggiungere la posizione numero 2. Entra inoltre nella Recording Industry Association of New Zealand alla posizione numero 36 e alla posizione numero 75 della Irish Singles Chart. Il singolo ottiene in Australia il Disco d'Oro, avendo venduto oltre 35 000 copie.
Nel 2021, 7 anni dopo la pubblicazione dell'EP, Slayton, Estrada e Bennett hanno rivelato, durante una live su Tik Tok, che la promozione del disco sarebbe dovuta continuare con la pubblicazione di Don't Talk About Love, quarta traccia dell'EP, come secondo singolo ufficiale, ma che in seguito alla scomparsa di Simone Battle e al loro conseguente scioglimento, smisero di promuovere l'album.
Singoli promozionali
L'ep è stato anticipato dal singolo Show Me What You Got , il quale, oltre ad essere stato incluso dell'album, è stato inserito all'interno del 49° volume della serie di album Now That's What I Call Music!, pubblicato il 4 febbraio negli Stati Uniti.

## Tracce
| #  | Titolo                 | Scrittori                                                                    | Produttori                   | Durata |
| -- | ---------------------- | ---------------------------------------------------------------------------- | ---------------------------- | ------ |
| 1. | Ugly Heart             | Ryan Baharloo, Ester Dean, Lukasz Gottwald, John Charles Monds, Henry Walter | Dr. Luke Cirkut              | 3:18   |
| 2. | Show Me What You Got   | Gottwald, Jacob Kasher, Hindlin, Max Martin, Walter                          | Dr. Luke, Max Martin, Cirkut | 3:26   |
| 3. | Rewind                 | Gottwald, Hindlin, Walter, Max Martin, Ammar Malik                           | Dr. Luke, Max Martin, Cirkut | 3:49   |
| 4. | Don't Talk About Love  | Jason Evigan, Mitch Allan, Lindy Robbins, Julia Michaels                     | The Suspex                   | 3:06   |
| 5. | Girls Are Always Right | Lukas Hilbert Katerina Loules Emily Harder                                   | Lukas Hilbert                | 4:13   |

## Date di pubblicazione
- 29 luglio 2014[2][15]